# Hydnangium aurantiacum
Hydnangium aurantiacum är en svampart som beskrevs av R. Heim & Malençon 1934. Hydnangium aurantiacum ingår i släktet Hydnangium och familjen Hydnangiaceae.   Inga underarter finns listade i Catalogue of Life.